# Hornera lamellosa
Hornera lamellosa är en mossdjursart som beskrevs av Roemer 1863. Hornera lamellosa ingår i släktet Hornera och familjen Horneridae. Inga underarter finns listade i Catalogue of Life.